# Mattia Stenico
Mattia Stenico, né le 26 septembre 2006 à Trente, est un coureur cycliste italien.

## Biographie
Mattia Stenico est originaire de Trente. Durant son enfance, il joue d'abord au football. Sa carrière finit toutefois par s'orienter vers le cyclisme,. Il prend sa première licence vers l'âge de onze ans lorsque son père l'inscrit dans un club de Pergine Valsugana. Cycliste polyvalent, il participe à des compétitions sur route, en cyclo-cross et aussi en VTT, où il réalise ses premiers coups d'éclat. 
Lors de la saison 2024, il se distingue en devenant champion d'Europe du relais mixte chez les élites, alors qu'il n'a pas encore dix-huit ans. Il décroche également la médaille de bronze dans cette discipline aux championnats du monde de VTT, avec ses compatriotes italiens. Sur route, il s'impose sur la version junior des Trois vallées varésines. Il remporte par ailleurs le titre de champion provincial du Trente.  
Grâce à ses performances, il signe un premier contrat professionnel de trois ans avec la structure VF Group-Bardiani CSF-Faizané, qu'il rejoindra en 2025. Comme d'autres jeunes de l'équipe, il doit bénéficier d'un programme aménagé, qui comprend beaucoup d'épreuves réservées aux espoirs.

## Palmarès sur route
- 2024
  - Champion du Trentin sur route juniors[4]
  - Piccola Tre Valli Varesine
  - 2e du championnat d'Italie du contre-la-montre par équipes juniors
  - 3e du Piccolo Lombardia Juniors

## Palmarès en VTT

### Championnats du monde
- Pal Arinsal 2024
  -  Médaillé de bronze du relais mixte

### Championnats d'Europe
- Cheile Grădiștei 2024
  -  Champion d'Europe du relais mixte

### Championnats nationaux
- 2021
  -  Champion d'Italie de cross-country U17[5]
- 2022
  -  Champion d'Italie de cross-country short track U17[6]